# Table des caractères Unicode/U10B80
Cette page contient des caractères spéciaux ou non latins. S’ils s’affichent mal (▯, ?, etc.), consultez la page d’aide Unicode.
Table des caractères Unicode U+10B80 à U+10BAF.

## Pehlevi des psautiers
Utilisés pour l’une des variantes de l’écriture pehlevi.

### Table des caractères
| en fr   | 0 | 1 | 2 | 3 | 4 | 5 | 6 | 7 | 8 | 9 | A | B | C | D | E | F |
| U+10B80 | 𐮀 | 𐮁 | 𐮂 | 𐮃 | 𐮄 | 𐮅 | 𐮆 | 𐮇 | 𐮈 | 𐮉 | 𐮊 | 𐮋 | 𐮌 | 𐮍 | 𐮎 | 𐮏 |
| ------- | - | - | - | - | - | - | - | - | - | - | - | - | - | - | - | - |
| U+10B90 | 𐮐 | 𐮑 |   |   |   |   |   |   |   | 𐮙 | 𐮚 | 𐮛 | 𐮜 |   |   |   |
| U+10BA0 |   |   |   |   |   |   |   |   |   | 𐮩 | 𐮪 | 𐮫 | 𐮬 | 𐮭 | 𐮮 | 𐮯 |